# Carl Frederik Pechüle

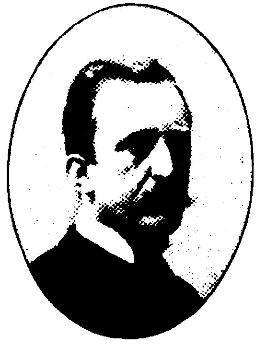
Carl Frederick Pechüle

Carl Frederik Pechüle, född 8 juni 1843 i Köpenhamn, död där 28 maj 1914, var en dansk astronom.
Pechüle avlade 1873 magisterkonferensen i astronomi. Sedan 1866 observerade Pechüle kometer, av vilka han upptäckt flera, var 1870–1875 observator i Hamburg och sedan 1888 vid observatoriet i Köpenhamn. Han sändes 1874 till Mauritius och 1882 till Saint Croix för att iakttaga Venuspassagen. År 1901 utgav han Tycho Brahes "De nova Stella".